# Ducato di Spoleto
Il Ducato di Spoleto fu uno dei ducati istituiti dai Longobardi in Italia e sopravvisse a lungo dopo la caduta del Regno longobardo (774), passando sotto il controllo dei Franchi prima e della nobiltà pontificia poi, fino al 1198. Insieme al Ducato di Benevento costituiva la Langobardia Minor. Il ducato comprendeva inizialmente parti delle odierne regioni di Abruzzo, Lazio, Marche e Umbria. In epoca successiva, con lo stesso nome, ma in ambito territoriale già minore, venne annesso allo Stato Pontificio, divenendone poi una provincia.
La penetrazione longobarda nell'Italia centro-meridionale, tradizionalmente considerata coeva o immediatamente successiva alla conquista del settentrione (Langobardia Maior) condotta da Alboino nel 568-569, è dalla storiografia moderna ritenuta leggermente successiva. La carenza di fonti sul periodo impedisce conclusioni certe, ma l'orientamento predominante colloca la conquista di Spoleto da parte di Faroaldo I e la conseguente fondazione del ducato nei primi anni del Periodo dei Duchi (574-584), forse nel 576.

## Territorio
I confini del ducato furono spesso incerti e mutarono ripetutamente durante l'esistenza del Regno longobardo; il suo nucleo stabile, comunque, confinava ad est con il Mare Adriatico, a sud con il Ducato di Benevento (anch'esso longobardo) e per il resto con l'Esarcato d'Italia bizantino: a ovest con il cosiddetto Patrimonium Petri (appartenente alla Santa Sede), a nord con il Corridoio Bizantino che univa Roma a Ravenna e a nord-est con la Pentapoli bizantina. Appare perciò evidente l'importanza strategico-militare della capitale Spoleto, con i gastaldati di appartenenza e Spello, Assisi e Terni. Il ducato era diviso in dieci gastaldati:
1. Rieti;
2. Marsi (Avezzano);
3. Forcona (L'Aquila);
4. Valva (Sulmona);
5. Penne;
6. Spoleto;
7. Nocera Umbra;
8. Norcia;
9. Ascoli Piceno;
10. Camerino[3].

La sua popolazione complessiva, secondo alcuni storici, si aggirava nel X secolo intorno ai centomila abitanti e la superficie a 5 000 chilometri quadrati circa.

## Storia

### Il ducato all'interno del Regno longobardo (570-774)

#### VI secolo
Anche dopo la conclusione del Periodo dei Duchi e la restaurazione di un'autorità regia centrale con Autari (584), il ducato di Spoleto, retto da Faroaldo I fino al 591, restò sostanzialmente indipendente. 
Il duca, dopo aver restituito al papa Benedetto I le proprietà terriere spoletine usurpate al monastero di San Marco in Pomeriis, ricevette in cambio il consenso pontificio per occupare con le sue milizie il territorio di Classe, il più importante porto marittimo dell'Adriatico, con la presenza del forte richiamo religioso di Sant'Apollinare in Classe, basilica già consacrata nel 547 e una delle più significative dell'architettura bizantina.
Faroaldo, contrastato dall'esarca di Ravenna, Smaragdo, subì una grave sconfitta e venne sostituito da Ariulfo o Ariolfo (591-600), che proseguì l'espansione militare a danno dei Bizantini, rafforzando l'autonomia del ducato che fu quindi in grado di scegliere autonomamente i propri sovrani, anche prescindendo dalla volontà regia.
Nella contesa per la supremazia del potere tra l'istituzione imperiale dell'Esarcato di Ravenna e il nuovo assetto territoriale determinato dall'occupazione longobarda si inserì il papato, che seppe legittimarsi come forza mediatrice del conflitto grazie alla grande personalità di Gregorio Magno (590-604), pur bisognoso di protezione dei governi dominanti per realizzare le proprie finalità spirituali, non prive di interessi terreni, miranti all'accrescimento del Patrimonio di san Pietro.

#### VII secolo
Nel VII secolo il territorio fu retto da Teudelapio (600-653) e Trasamondo I (663-700 circa). Nel 662 il ducato appoggiò l'usurpazione di Grimoaldo, duca di Benevento, ai danni di Pertarito e Godeperto. Con la conversione dei Longobardi al cattolicesimo, dopo quella regale di Agilulfo e Teodolinda, il ducato si aprì all'opera missionaria romana, dove tuttavia ebbe esiti scarsamente attestati. Tuttavia, fu proprio all'interno del ducato di Spoleto che, intorno al 680, sorse il più grande monastero longobardo dell'Italia centrale: l'abbazia di Farfa, in Sabina.

#### VIII secolo
Alla morte di Trasamondo I il ducato passò al figlio Faroaldo II. Durante il regno di Liutprando, re dal 712, Faroaldo occupò il porto di Classe, ma il monarca, che perseguiva con determinazione una politica di accentramento e consolidamento del potere centrale reprimendo la dura opposizione dei ducati della Langobardia Minor, gli ordinò di restituirlo ai Bizantini (712 o 713). Contro il duca insorse il figlio, Trasamondo II, che gli impose il ritiro in un monastero e ne prese il posto, anche se è possibile che la deposizione di Faroaldo risalga al 710, quindi prima dell'ascesa al trono di Liutprando. Una leggenda riporta che nel 705 Faroaldo II era divenuto protettore di san Tommaso di Farfa, al quale avrebbe donato terreni e risorse per la ricostruzione dell'abbazia di Farfa, distrutta dai Longobardi sul finire del secolo precedente; il duca stesso si sarebbe poi ritirato nel monastero di San Pietro in Valle, presso Ferentillo (che tuttora conserva alcune tombe ducali), morendovi nel 728.
Nel 717 Liutprando, che aveva ripreso un'azione militare volta a estendere il dominio longobardo in Italia, attaccò Ravenna e Trasamondo ne approfittò per occupare Narni, ma quando, nel 724, il re provocò papa Gregorio II a Roma, trovò la resistenza dei duchi autonomisti della Langobardia Minor; gli spoletini si opposero a Liutprando sul ponte Salario, contribuendo alla sconfitta del sovrano. Si creò così un'alleanza tra Spoleto, Benevento e il Papato, legati dal comune interesse a contrastare il rafforzamento di Liutprando, che quindi si alleò a sua volta con l'esarca Eutichio al quale era accomunato, in quel frangente, dalla volontà di ricondurre sotto il potere legittimo i potentati indipendentisti dell'Italia centro-meridionale. Liutprando marciò quindi su Spoleto, l'occupò e ottenne la sottomissione di Trasamondo e di Romualdo II di Benevento. Nel 739, Liutprando invase ancora il territorio romano; per la seconda volta il pontefice ricorse all'aiuto di Trasamondo. Il conflitto venne risolto definitivamente dal papa Zaccaria che nel 742 riuscì ad ottenere da Liutprando la restituzione di tutte le fortezze occupate. Il ribelle Trasamondo venne deposto e rinchiuso in un monastero e Liutprando lo sostituì con il suo nipote, Agiprando.
Nella seconda metà dell'VIII secolo la tradizionale autonomia politica del ducato venne contenuta dai successori di Liutprando, che alla sua morte (744) avevano lasciato il Regno longobardo all'apice della potenza e della coesione: gli ultimi re longobardi continuarono quindi a opporsi all'eccessiva frammentazione del particolarismo ducale. Anche Rachis, seppure sovrano debole rispetto al grande predecessore, fu in grado di imporre a Spoleto un duca a lui fedele: Lupo. Proprio questa fedeltà costò il ducato a Lupo, che nel 751 fu deposto dal nuovo sovrano Astolfo (749-756) che assunse in proprio la reggenza; alla morte di Astolfo la popolazione spoletina acclamò nuovo duca Alboino, sostenuto anche da papa Stefano II (752-757) che, avendo constatato la rottura della tregua con i Longobardi, richiese l'intervento armato dei Franchi.
Nel 758 Alboino venne attaccato e sconfitto dal nuovo re Desiderio (756-774) che, in continuità con la politica accentratrice di Astolfo, depose il duca, governando inizialmente anch'egli il ducato in prima persona per affidarlo, in seguito, prima a Gisulfo (759) e poi a Teodicio.
Nel 774, dopo la definitiva sconfitta di Desiderio ad opera di Carlo Magno, mentre si persero notizie di Teodicio, citato in quel periodo nel Regesto Farfense come protettore di quell'abbazia, alcuni spoletini si recarono a Roma e, attraverso il taglio simbolico dei capelli, fecero atto di sottomissione a papa Adriano I (772-795); con nomina pontificia, il duca Ildeprando prestò giuramento di fronte al Papa e fece del ducato, sostanzialmente, un feudo del Patrimonio di san Pietro; la tradizionale cerimonia longobarda del Gairethinx, in occasione dell'elezione del duca, rimase definitivamente affidata alla storia. Il ducato ebbe notevole fortuna, dato che i Longobardi controllavano la via Flaminia, importante arteria di transito tra Roma e l'ex Esarcato, oltre a quella del cosiddetto "Corridoio Bizantino".

### Il ducato dopo la caduta del regno (774-1198)

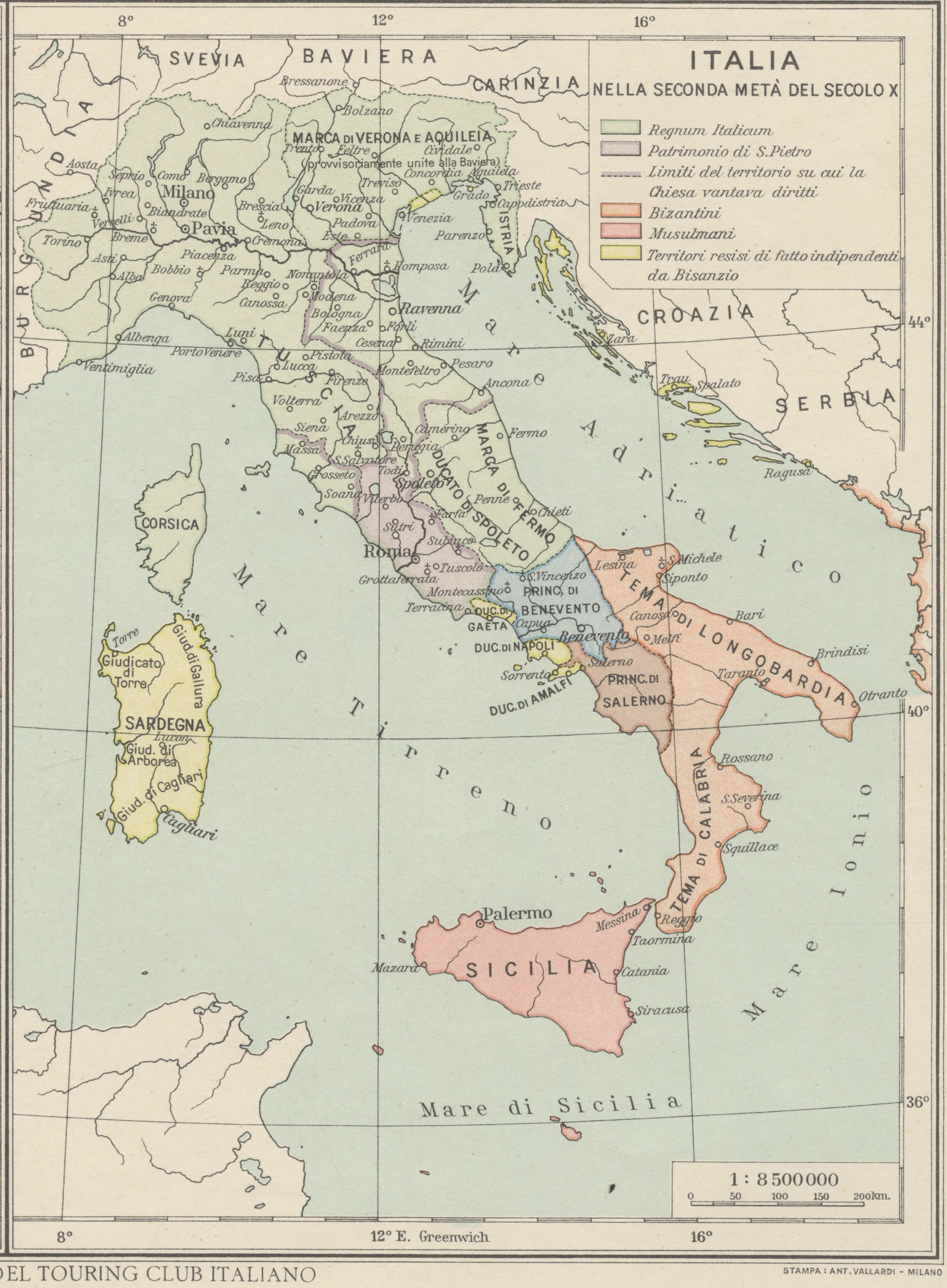
Mappa d'Italia nella seconda metà del X secolo

Con il crollo del dominio longobardo dovuto alle campagne militari dei re franchi Pipino il Breve (755-756) e Carlo Magno (771-774), il ducato di Spoleto cadde sotto la loro sovranità. Il papato, principale alleato dei franchi, divenne importante nella vita del ducato, tendendo a nominare o comunque favorire duchi "francofili". Il primo di questi duchi franchi, dopo Ildeprando (774-789), duca e governatore papale con il quale finisce il dominio longobardo, fu Guinigisio I, duca e marchese che resse il ducato dal 789 all'anno 822 e che «[...] rappresentava il potere imperiale nell'intera Italia centrale e per incarico di Carlo interveniva anche nella vita politica di Roma».

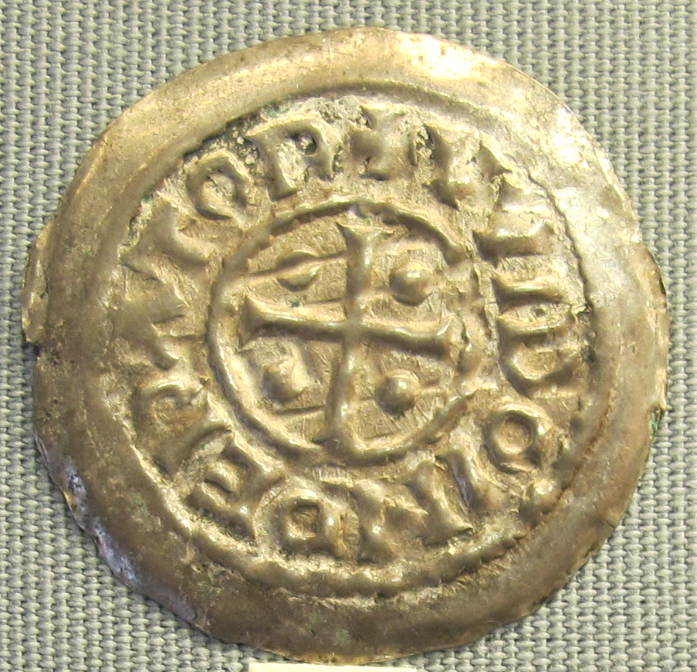
Moneta di Guido III.

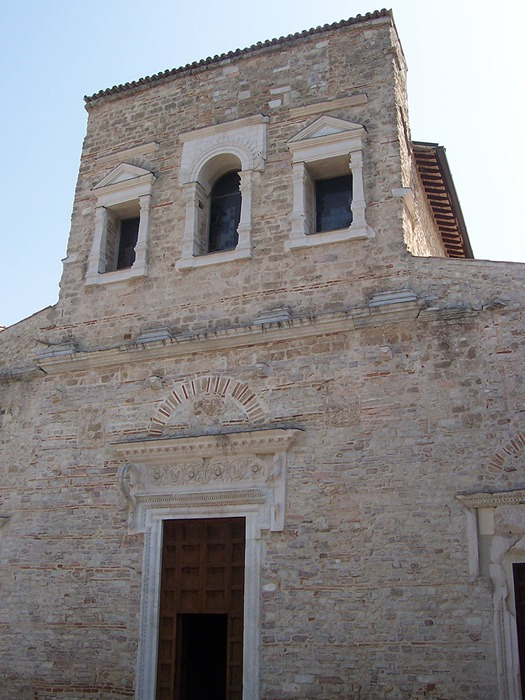
La chiesa longobarda di San Salvatore a Spoleto.

Dall'880 fu duca Guido II (880-894), anche lui di stirpe franca, che nell'885 sconfisse i Saraceni sul Garigliano e poi nell'889 anche Berengario del Friuli. Guido fu quindi incoronato re d'Italia da papa Stefano V e poi imperatore nell'891 da papa Formoso, associando al potere il figlio Lamberto. Guido II morì nell'894. Anche Lamberto, associato al padre Guido sul trono d'Italia nell'891, dopo tre anni venne incoronato imperatore da Formoso. Confermato imperatore legittimo anche dal sinodo dei vescovi a Ravenna, morì nell'898 per una caduta da cavallo durante una battuta di caccia.
Agli inizi del X secolo fu duca di Spoleto Alberico I, nobile germanico, che si inserì negli ambienti dell'aristocrazia romana e sposò Marozia, figlia dell'alto funzionario pontificio Teofilatto. Marozia fu la figura femminile più influente nella politica del Regnum Italicorum fino al 932 quando, sposatasi per la terza volta con il cognato Ugo di Provenza, venne imprigionata nella fortezza di Castel Sant'Angelo dal suo stesso figlio Alberico II, nuovo dominus di Roma.
Nel 1155, dopo l'incendio della città di Spoleto ad opera di Federico Barbarossa, l'imperatore nel 1177 affidò il controllo del territorio ducale a Corrado di Urslingen, che fu nominato duca di Spoleto (e sarà l'ultimo, 1177-1198) e conte di Assisi. Alla famiglia del nuovo duca Costanza d'Altavilla affidò la tutela del neonato Federico II. Con l'elezione di papa Innocenzo III nell'intera Umbria incominciò a delinearsi lentamente la trasformazione del primitivo Patrimonium Petri, ingrandito dalle cospicue donazioni imperiali, verso la forma definitiva di Stato Pontificio: «Le Recuperationes territoriali innocenziane operate nella marca d'Ancona e nel ducato di Spoleto, oltre che ad ampie concessioni amministrative come l'elezione dei consoli già sperimentate dal Barbarossa, furono improntate al legato pontificio insieme a una politica di persuasione delle popolazioni, basata sul convincimento della supremazia morale della Chiesa nei confronti della tirannide imperiale».
Dopo varie vicissitudini, che videro i confini del ducato modificati e i suoi territori di volta in volta separati o uniti alla marca d'Ancona e alla Romagna, nel 1198 il ducato di Spoleto entrò a far parte dello Stato Pontificio, a parte un breve ritorno agli imperiali, dal 1222 al 1228, con Bertoldo e Rainaldo di Urslingen. Il ducato continuò per molto tempo, sebbene ridotto di territorio, a esistere come entità amministrativa autonoma nello Stato della Chiesa: infatti Lucrezia Borgia, con un breve pontificio del 15 agosto 1499, fu nominata governatrice del ducato di Spoleto.
L'ultima persona che si fregiò del titolo, seppure nominale, di duca di Spoleto è stato Aimone di Savoia, quarto duca d'Aosta (1900-1948).

### Fonti primarie
- Paolo Diacono, Historia Langobardorum
- Gregorio da Catino, Regestum Farfense (1128), in Ignazio Giorgi e Ugo Balzani (a cura di), Il regesto di Farfa compilato da Gregorio di Catino, Roma, Soc. romana di storia patria, 1914  [1879].

### Letteratura storiografica
- AA.VV., La storia, Vol. IV, Novara, Mondadori, 2007.
- O. Bertolini, Roma di fronte a Bisanzio e ai Longobardi, in Storia di Roma, Bologna, 1941,  V, IX.
- G. Bognetti, L'età longobarda, vol. III, Milano, 1967,  p. 441 sgg.
- P.M. Conti, Il Ducato di Spoleto e la storia istituzionale dei Longobardi, Spoleto, 1982.
- Lidia Capo. Commento a  Paolo Diacono, Storia dei Longobardi, a cura di Lidia Capo, Milano, Lorenzo Valla/Mondadori, 1992, ISBN 88-04-33010-4.
- A. Falce, La formazione della Marca Tuscia, Firenze, 1930.
- Ignazio Giorgi e Ugo Balzani (a cura di), Il regesto di Farfa compilato da Gregorio di Catino, Voll. I-V, Roma, Soc. romana di storia patria, 1914  [1879].
- Grasselli, Tarallo, Guida ai monasteri d'Italia, Asti, 2007.
- Jörg Jarnut, Storia dei Longobardi, traduzione di Paola Guglielmotti, Torino, Einaudi, 1995  [1982], ISBN 88-06-13658-5.
- John N.D. Kelly, Vite dei Papi, Casale Monferrato, Piemme, 2000.
- Sergio Rovagnati, I Longobardi, Milano, Xenia, 2002, ISBN 88-7273-484-3.
- Emilia Saracco Previdi, Tra Roma Farfa e Fermo, Ascoli Piceno, 1990.

### Atti
- Hagen Keller, La Marca di Tuscia fino all'anno Mille, in Atti del V Congresso internazionale di studi sull'Alto Medioevo: «Lucca e la Tuscia nell'alto Medioevo» (Lucca, 3-7 ottobre 1971), Spoleto, Centro italiano di studi sull'alto medioevo, 1973, ISBN 88-7988-104-3. URL consultato il 9 aprile 2019 (archiviato dall'url originale il 29 marzo 2016).
- Dal Patrimonio di San Pietro allo Stato Pontificio, Atti del convegno di studio svoltosi in occasione della quarta edizione del "Premio internazionale Ascoli Piceno" (Ascoli Piceno, 14-16 settembre 1990), Centro italiano di studi sull'alto medioevo, 2000.